# Gamma Nórmidas
Las  Gamma Nórmidas o Nórmidas son una lluvia de meteoros menor que tiene lugar cada año entre finales de febrero y finales de marzo, alcanzando su pico de actividad hacia el 13 al 15 de marzo. El radiante de esta lluvia se localiza en la constelación austral de Norma, de donde proviene su nombre.

## Historia
Las Gamma Nórmidas fueron identificadas como una corriente meteórica independiente durante el siglo XX mediante observaciones desde el hemisferio sur. Debido a su posición celeste, esta lluvia es observable casi exclusivamente desde latitudes australes y es poco conocida en el hemisferio norte.

## Características
- Periodo de actividad: del 25 de febrero al 28 de marzo
- Pico de actividad: entre el 13 y el 15 de marzo
- Tasa Horaria Cenital (THZ): entre 6 y 9 meteoros por hora
- Velocidad: aproximadamente 56 km/s (velocidad alta)
- Radiante: cercano a la estrella Gamma Normae, en la constelación de Norma

## Origen
Se desconoce el cuerpo progenitor exacto de las Gamma Nórmidas. Algunos investigadores las asocian tentativamente con antiguos restos cometarios o con objetos del cinturón de asteroides, aunque no hay evidencia concluyente.

## Observación
Las Gamma Nórmidas son visibles principalmente desde el hemisferio sur, en especial en zonas alejadas de la contaminación lumínica. Los meteoros son rápidos y de brillo moderado. La mejor hora para observarlas suele ser en las primeras horas de la madrugada, cuando la constelación de Norma se eleva en el cielo austral.